# Metalimnophila unipuncta
Metalimnophila unipuncta is een tweevleugelige uit de familie steltmuggen (Limoniidae). De soort komt voor in het Australaziatisch gebied.